# Plan Pampus
Pour les articles homonymes, voir Pampus.

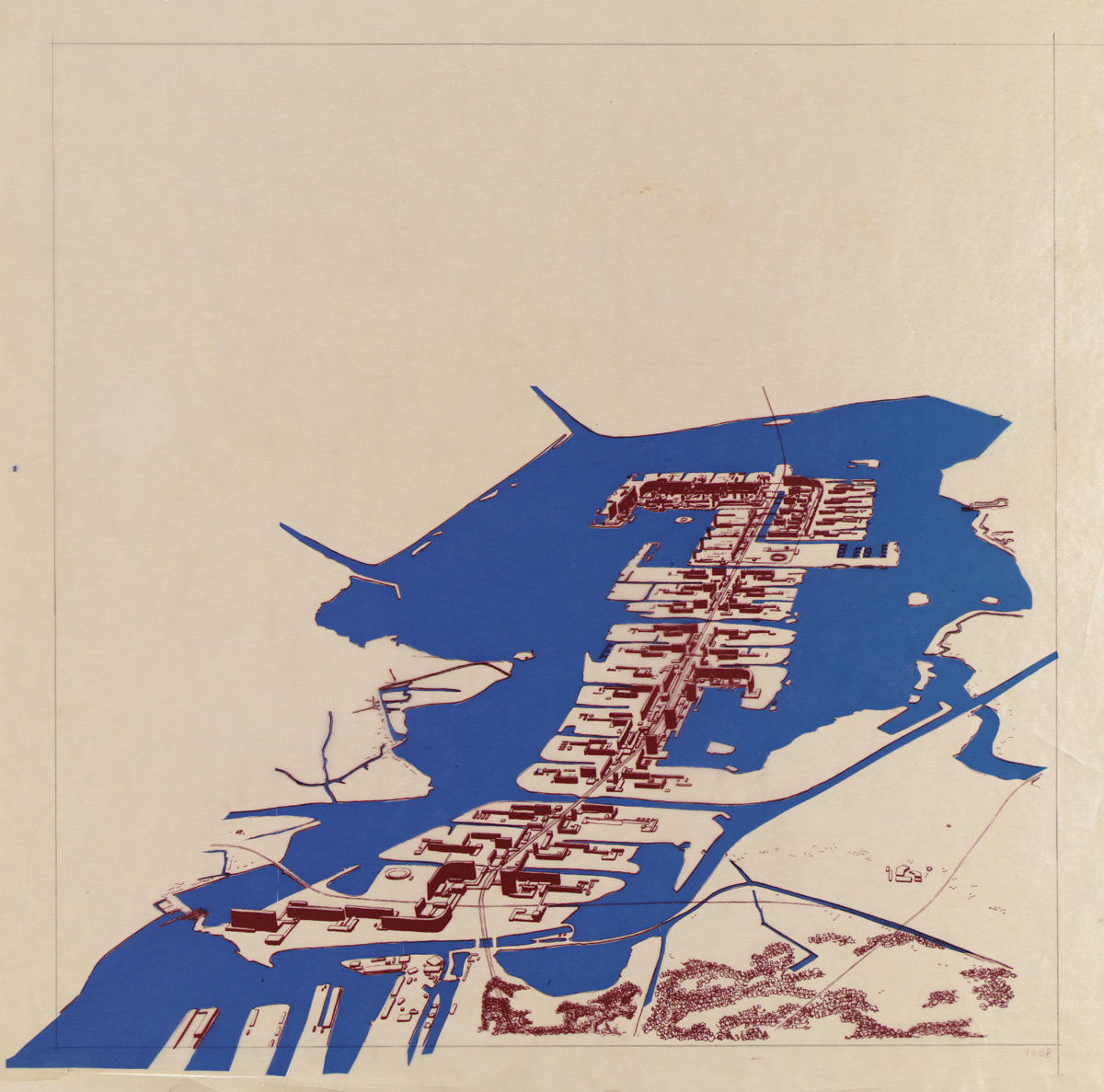
Le plan Pampus vu de l'est, le Markerwaard est en haut à gauche.

Le Plan Pampus, (qui pourrait être traduit par projet Pampus), est un projet inabouti de ville nouvelle de l'architecte néerlandais Jacob Bakema proposé en 1964-1965.

## Historique
Bakema cherche à développer une synthèse entre urbanisme et architecture qu'il désigne sous le nom d'« architecturbanisme ». Il tente de mettre en œuvre ses théories urbaines dans un plan d'aménagement qu'il propose pour l'extension de la ville d'Amsterdam : le Plan Pampus, qui propose en 1965 de polderiser l'Ĳmeer autour de l'île Pampus, à l'est de la ville et d'y installer une ville nouvelle de 330 000 habitants, organisée le long d'un axe central.

## Caractéristiques

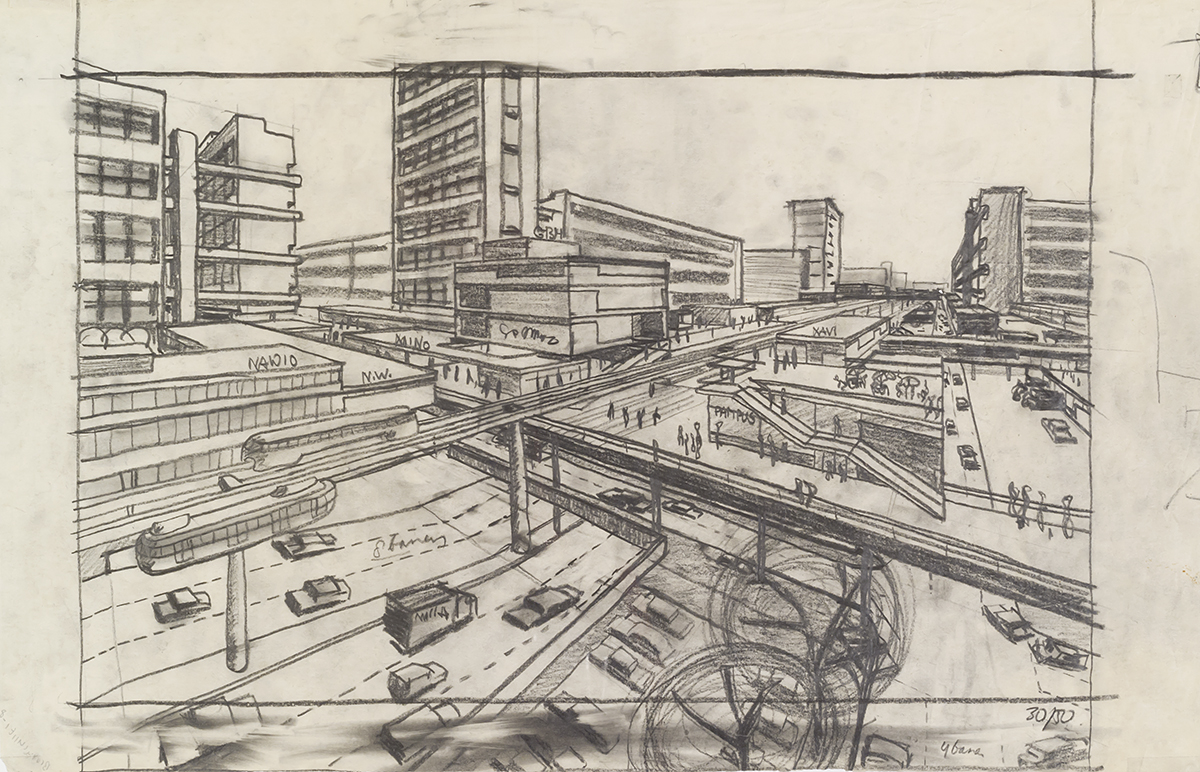
Projet de construction du plan Pampus

Cette ville devait être fondée dans les eaux de l'IJ et être créé comme une extension d'Amsterdam bâtie en liaison avec le futur Markerwaard. L'épine dorsale est constituée par une autoroute à 14 voies et d'un monorail. Derrière les immeubles imposants se cachent des quartiers résidentiels à l’abri des axes de circulation et orientés vers l’eau. Pampus est la glorification de la mobilité qui rendrait possible l’urbanisation totale des Pays-Bas.

## Ajournement et actualisation du projet
Le projet n’a finalement pas été mis en œuvre en tant que tel dans les années 1960. Premièrement, la partie orientale de l'IJmeer et du Pampus n'appartenaient pas à Amsterdam mais à Muiden et devaient d'abord être annexées, mais plus important, après de longues négociations en 1966, la partie occidentale de Weesperkarspel avait été acquise et l'urbanisation de Bijlmermeer en tant que nouveau quartier urbain a été préférée, ce qui coûte beaucoup moins cher que la construction d'îles dans l'IJmeer. De plus, dans les années 1970, on s'est rendu compte que les tours résidentielles n'étaient pas tout à fait le désir de la population qui préfère une maison avec un jardin, ce qui a abouti à la conception de banlieue d'Almere. La réhabilitation du Markerwaard n’a pas non plus été réalisée sous l’influence du mouvement environnemental. 
À partir de 1997, Amsterdam a développé une sorte de variante légère du plan sous la forme d'IJburg. C'est dans un endroit similaire mais beaucoup moins dense ; alors que le plan Pampus aurait dû s'étendre au-delà de Pampus et aurait dû compter jusqu'à 350 000 habitants, seulement 24 000 habitants vivent à IJburg en 2020.